# Flughafen Shinyanga

i7
i11
i13
Der Flughafen Shinyanga (IATA-Code: SHY, ICAO-Code: HTSY)  ist ein kleiner Flughafen bei Shinyanga in Tansania. Da er beim Ort Ibadakuli liegt, wird er auch als Flughafen Ibadakuli bezeichnet.

## Lage
Der Flughafen liegt im Distrikt Shinyanga, 17,5 Kilometer nordöstlich des Stadtzentrums von Shinyanga. Die Zufahrt erfolgt über die asphaltierte Nationalstraße T8 von Shinyanga nach Mwanza. Von dieser führt eine 2,5 Kilometer lange Schotterstraße zum Flughafen.

## Geschichte
Im Jahr 1985 wurde das regionale Flugfeld bei Mwadui aufgelassen und der Flughafen bei Ibadakuli errichtet. Die letzten größeren Ausbesserungsarbeiten erfolgten 2005. 2009 wurde eine Studie zum Ausbau des Flughafens und zur Asphaltierung der Landebahn erstellt, die Ergebnisse wurden jedoch nicht umgesetzt (Stand 2022).

## Kenndaten
Der Flughafen liegt in einer Höhe von 1158 Meter über dem Meer. Die Landebahn in der Richtung 11/29 hat eine Länge von 2000 und eine Breite von 30 Metern.

## Fluggesellschaften und Ziele
Derzeit gibt es keine Linienflüge nach Shinyanga. Die nächsten Flughäfen mit Linienflügen sind Mwanza 150 Kilometer im Norden und Tabora 170 Kilometer im Süden (Stand 2022).

## Statistik
In den Jahren 2003 bis 2006 landeten jährlich 1000 bis 2000 Flugzeuge. Die größten Maschinen waren vom Typ ATR 42.
| Jahr | Flugbewegungen |
| ---- | -------------- |
| 2003 | 1485           |
| 2004 | 1704           |
| 2005 | 1459           |
| 2006 | 1143           |